# Les Grandes Tables du Monde
Les Grandes Tables du Monde ist eine Vereinigung von Spitzengastronomen.

## Geschichte
Im Jahr 1954 gründeten sechs befreundete französische Gastronomen die Vereinigung Traditions et Qualité, um die Werte der Spitzengastronomie zu verteidigen:
- Jean Barnagaud (Restaurant Prunier)
- André Vrinat (Restaurant Taillevent)
- Claude Terrail (Restaurant La Tour d’Argent)
- Raymond Oliver (Restaurant Le Grand Véfour)
- René Lasserre (Restaurant Lasserre)
- Louis Vaudable (Restaurant Maxim’s)

1956 gab die Vereinigung ein Verzeichnis heraus, in dem 19 Mitgliedsbetriebe aufgeführt waren. 1959 zeichnete Jean Cocteau einen Hahn auf eine Tischdecke im Le Grand Véfour von Raymond Oliver und hatte damit das Logo der 1954 gegründeten Vereinigung „Traditions et Qualité“ (Traditionen und Qualität) entworfen. 
1990 wurde in Les Grandes Tables du Monde („Luxus-Restaurants der Welt“) umbenannt. Seit 2002 ist Heiner Finkbeiner Mitglied des Verwaltungsrats. 
Heute sind 178 Restaurants in 23 Ländern Mitglieder.

## Aufnahmekriterien
Für die Vereinigung gelten folgende Aufnahmekriterien:
- Kompromisslose Exzellenz der Küche
- Außergewöhnlichen Sinn für Gastfreundschaft
- Einzigartige gastronomische Umgebung

## Deutsche Mitglieder
In Deutschland gibt es 17 Mitglieder:
- Restaurant Aqua, Wolfsburg, Sven Elverfeld[3]
- Restaurant Atelier, München, Anton Gschwendtner[4]
- Restaurant Bareiss,  Baiersbronn, Claus-Peter Lumpp
- Restaurant Esszimmer, München, Bobby Bräuer[5]
- Restaurant Gästehaus Klaus Erfort, Saarbrücken, Klaus Erfort[6]
- Restaurant Haerlin, Hamburg, Christoph Rüffer[7]
- Restaurant Hirschen, Sulzburg, Douce Steiner[8]
- Restaurant Jan, München, Jan Hartwig[9]
- Restaurant Lafleur, Frankfurt, Andreas Krolik[10]
- Restaurant Ösch,  Donaueschingen, Manuel Ulrich
- Restaurant Schanz.restaurant, Piesport, Thomas Schanz
- Restaurant Söl’ring Hof, Sylt, Jan-Philipp Berner
- Restaurant Tantris, München, Benjamin Chmura[11]
- Restaurant Tim Raue, Berlin, Tim Raue
- Restaurant Vendôme, Bergisch Gladbach, Joachim Wissler[12]
- Restaurant Victor’s fine dining, Perl-Nennig, Christian Bau

## Präsidenten
- 1974: Jean-Pierre Haeberlin (1925–2014)
- 1996: Jean-Claude Vrinat (1936–2008)
- 2001: Marc Haeberlin (* 1954)
- 2014: David Sinapian (* 1970)